# 루이즈 모노
루이즈 모노(Louise Monot, 1981년 12월 30일 ~ )는 프랑스의 배우이다.

## 출연 작품
- 걸 온 어 바이시클 (2013)
- 플랑 드 따블 (2012)
- 피카소: 명작스캔들 (2012)
- 플레잉 위드 파이어 (2011)
- 웨딩 케이크 (2010)
- 프렌즈 : 하얀 거짓말 (2010)
- OSS 117: 리오 대작전 (2009)
- 결혼하고도 싱글로 남는 법 (2006)
- 러브 투 하이드 (2005)